# America - the recordings '91
America - the recordings '91 er en dokumentarfilm instrueret af Terje Dragseth efter eget manuskript.

## Handling
Amerika oplevet på en rejse som instruktøren foretog ene mand med sit kamera, med New York som udgangspunkt. "Gennem bilens frontrudelærred... motorvejene, motellerne, ørkenen, satellitbyerne. Det mægtige amerikanske rum og de altid accelererende højspændinger. Denne bilrejse står som model for denne video. Det amerikanske landskab ses ud fra den antagelse, at det amerikanske samfund og myterne er bygget op om billedprojektioner og det visuelles påvirkning af menneskers tankesæt og levevis (reklamer, film, fjernsyn)". Inspiration: den franske filosof Jean Baudrillards bog »Amerika«.